# Communauté rurale de Nyassia
La communauté rurale de Nyassia est une communauté rurale du Sénégal, de l'arrondissement de Nyassia située dans le département de Ziguinchor, une subdivision de la région de Ziguinchordans la région historique de Casamance dans le sud du pays. La population de cette communauté rurale est de 6 186 habitants,.
La communauté rurale est située le long du fleuve Casamance.

## Géographie
Les 25 villages de la Communauté rurale sont :
- Bacounoun 170 habitants
- Badème 646 habitants
- Bafican 178 habitants
- Bagame  109 habitants
- Bassèré 98 habitants
- Bougnack 228 habitants
- Baffa Bayotte 415 habitants
- Bouhouyou 236 habitants
- Darsalam 282 habitants
- Dialang 173 habitants
- Dioher 243 habitants
- Ediouma 124 habitants
- Etafoune 81 habitants
- Etomé 213 habitants
- Kadiéné 63 habitants
- Kaguitte 1 115 habitants
- Kailou 172 habitants
- Kaléane 167 habitants
- Kassoulou 462 habitants
- Kassou Sénégal 59 habitants
- Katouré 279 habitants
- Kouring 115 habitants
- Mahamouda 123 habitants
- Nyassia 135 habitants
- Toubacouta 288 habitants